# Mesodiplogaster maupasi
Mesodiplogaster maupasi är en rundmaskart. Mesodiplogaster maupasi ingår i släktet Mesodiplogaster och familjen Diplogasteridae. Inga underarter finns listade i Catalogue of Life.